# إدمون الحمصي
إدمون الحمصي (6 كانون الثاني 1901 – 1 شباط 1972) سياسي ومصرفي وصناعي سوري من حلب، كان عضواً في الكتلة الوطنية ووزيراً للمالية في الثلاثينيات والأربعينيات، وقد شارك في مفاوضات باريس التي أدت إلى معاهدة عام 1936. وفي مرحلة الاستقلال عُيّن وزيراً مفوضاً في لندن وبروكسل قبل توليه رئاسة غرفة تجارة حلب سنة 1955.

## النشأة وتعليمه
ولد ادمون حمصي في حلب وهو ابن المصرفي الكبير البير حمصي، مؤسس بنك حمصي الذي كان له أفرع في كلّ من حلب والقاهرة، والدته فكانت عليّه حمصي بنت الشاعر قسطاكي حمصي. دَرَس ادمون حمصي في الجامعة اليسوعية في لبنان ثم في جامعة بيروت الأمريكية ونال شهادة في العلوم السياسية من جامعة لوزان السويسرية سنة 1922.
توجه بعدها إلى جامعة أوكسفورد البريطانية لدراسة العلوم المصرفية ثم عاد إلى حلب وعُيّن أميناً للسر في دولة الاتحاد السوري من 1923 وحتى 1 كانون الثاني 1925

## العمل السياسي
انتسب ادمون حمصي إلى الكتلة الوطنية المناهضة للانتداب الفرنسي وفي 24 شباط 1936 سمّي وزيراً للمالية في حكومة الرئيس عطا الأيوبي، وكان ذلك في عهد رئيس الجمهورية محمد علي العابد. وقد تم إرساله إلى باريس للتفاوض على مستقبل سورية ضمن وفد كان برئاسة هاشم الأتاسي، رئيس الكتلة الوطنية.
مكث الوفد السوري في فرنسا من آذار وحتى أيلول 1936، حيث تمكن من إبرام معاهدة مع حكومة الرئيس ليون بلوم، وعدت بتوسيع صلاحيات الحكومة السورية وإعطاء البلاد استقلالاً تدريجياً مع حلول العام 1962. كما نصّت معاهدة عام 1936 على إعادة ضم دولة جبل العلويين ودولة جبل الدروز إلى سورية، مقابل إعطاء فرنسا حق تدريب وتسليح الجيش السوري والاستفادة من الأراضي السورية في حال نشوب حرب عالمية جديدة في أوروبا.
وبعد العودة إلى دمشق، استقالت حكومة عطا الأيوبي وانتُخب هاشم الأتاسي رئيساً للجمهورية كما تم انتخاب حمصي نائباً عن حلب في مجلس النواب نهاية العام 1936
بقي الرئيس الأتاسي في منصبه حتى تموز 1939، عندما قدم استقالته احتجاجاً على رفض البرلمان الفرنسي المصادقة على معاهدة 1936. ولكن الكتلة الوطنية عادت إلى الحكم بعد انتخاب شكري القوتلي رئيساً للجمهورية عام 1943، وتم تجديد انتخاب ادمون حمصي نائباً في البرلمان. وفي 17 نيسان 1946، حصلت سورية على استقلالها من الانتداب الفرنسي وشُكّلت حكومة جديدة برئاسة سعد الله الجابري يوم 27 نيسان 1947، كانت الأولى في عهد الجلاء، سمّي فيها ادمون حمصي مجدداً وزيراً للمالية، حيث أشرف على فك النقد السورية عن الفرنك الفرنسي، والذي كان مرتبط به منذ مطلع العشرينيات.

## الوفاة
توفي ادمون حمصي في بيروت عن عمر ناهز 71 عاماً سنة 1972.